# Marina Krogull
Marina Krogull (Berlino Est, 21 ottobre 1961) è un'attrice e doppiatrice tedesca.

## Biografia
Marina Krogull frequentò una scuola di balletto a partire dai quattro anni e, durante l’adolescenza, danzò al Teatro di Stato di Schwerin. 
Dal 1968 al 1976 frequentò la Scuola Statale di Balletto di Berlino e successivamente si esibì, tra l’altro, in opere liriche e musical. 
Dal 1977 al 1979 frequentò l’Accademia di Arte Drammatica Ernst Busch di Berlino. Dal 1979 al 1985 fece parte dell’ensemble del Teatro Maxim Gorki di Berlino.
È sposata con l' attore Udo Schenk con il quale ha avuto una figlia.

## Filmografia

### Cinema
- Anton der Zauberer - regia di Günter Reisch (1978)
- Blauvogel - regia di Ulrich Weiß (1979)
- Asta, mein Engelchen - regia di Roland Oehme (1981)
- Der Prinz hinter den sieben Meeren - regia di Walter Beck (1982)
- Der Bärenhäuter - regia di Walter Beck (1986)
- Beim nächsten Mann wird alles anders - regia di Xaver Schwarzenberger (1989)
- Miraculi - regia di Ulrich Weiß (1992)

### Televisione
- Lasset die Kindlein… - regia di Evelyn Schmidt - film TV (1976)
- Ein altes Modell - regia di Ulrich Thein - film TV (1976)
- Amor holt sich nasse Füße - regia di Hans Knötzsch (1978)
- Am grauen Strand, am grauen Meer - regia di Klaus Gendries - film TV (1980)
- Der Direktor - regia di Helmut Krätzig - film TV (1980)
- Berühmte Ärzte der Charité - serie TV (1981)
- Das tapfere Schneiderlein - regia di Uwe-Detlev Jessen - film TV (1981)
- Il commissario Köster (Der Alte) - serie TV (1987)
- Die Insel - serie TV (1987)
- Die Männer vom K3 - serie TV (1988)
- Liebling Kreuzberg - serie TV (1988)
- Soko 5113 - serie TV (1989)
- Insel der Träume - serie TV (1991)
- Buongiorno professore (Unser Lehrer Doktor Specht) - serie TV (1993)
- Immer wieder Sonntag - serie TV (1993)
- Wolff, un poliziotto a Berlino (Wolffs Revier) - serie TV (1993)
- 14º Distretto (Großstadtrevier) - serie TV (1995)
- Stefanie (Für alle Fälle Stefanie) - serie TV (1996)
- Stubbe - Von Fall zu Fall - serie TV (1996)
- Dr. Sommerfeld - Neues vom Bülowbogen - serie TV (2001)
- Il medico di campagna (Der Landarzt) - serie TV (2001)
- Edel & Starck - serie TV (2003)
- Il nostro amico Charly (Unser Charly) - serie TV (2005)
- In aller Freundschaft - serie TV (2013)
- Ultima traccia: Berlino (Letzte Spur Berlin) - serie TV (2015)

## Doppiaggio
- Cynthia Nixon in Sex and the City, Innamorarsi a Manhattan, Franklin D. Roosevelt - Un uomo, un presidente, Sex and the City, The Big C, Rampart, Mondo senza fine, Ratched, And Just Like That...
- Rosanna Arquette in FBI: Protezione testimoni, A proposito di Brian, The L Word
- Melora Walters in The Butterfly Effect

### Film
- Penelope Ann Miller in Un poliziotto alle elementari
- Amanda Plummer in La leggenda del re pescatore, Pulp Fiction
- Holly Hunter in Il socio, Lezioni di piano
- Annabeth Gish in Wyatt Earp
- Nia Peeples in Blues Brothers - Il mito continua
- Molly Shannon in Il Grinch
- Laura Linney in Love Actually - L'amore davvero
- Angela Kinsey in Licenza di matrimonio
- Julie Hagerty in Non sposate le mie figlie! 2
- Frances Conroy in Joker

### Serie televisive
- Tippi Hedren in Cuore e batticuore
- Suzanne Somers in Una bionda per papà
- Jayne Brook in Chicago Hope
- Jane Lynch in Criminal Minds
- Sofia Milos in CSI: Miami
- Ellen Greene in Pushing Daisies
- Carrie Preston in Desperate Housewives
- Susan Yeagley in Til Death - Per tutta la vita
- Sarah Lancashire in The Paradise
- Rita Wilson in Girls

### Animazione
- Yukiko Kudo in Detective Conan
- Cornelia li Britannia in Code Geass: Lelouch of the Rebellion
- Edna Walker in LEGO Ninjago